# Anders Bratt (ingenjör)
Jan Anders Bratt, tidigare Jan Anders Nilsson Bratt, född 4 februari 1933 i Stockholm, är en svensk ingenjör och företagsledare.
Han tillhör släkten Bratt (från Brattfors). Han är son till direktören Nils Bratt och hans andra hustru Marja Flodquist (omgift Busch), dotterson till läkaren Lars Flodquist samt systerson till Olof Flodquist och Barbro Flodquist.
Anders Bratt tog examen vid Stockholms tekniska institut 1959, blev försäljningschef vid Söderberg & Haak AB 1965, avdelningschef vid AB Bygg- & transportekonomi 
(BT) 1968 och marknadsdirektör vid Svenska John Deere AB 1971. Året efter tillträdde han posten som verkställande direktör för Ana-maskin AB och blev direktör för Saab-Ana AB 1980. Han har också bedrivit konsultverksamhet i egen regi. Han var en tid bosatt i Dubai, Förenade Arabemiraten, men har återvänt till Sverige.
Han var 1959–1982 gift med Ulrika Brunius (1938–1991), dotter till företagsledaren och ryttmästaren Gomer T. Brunius och Sonja, ogift Tell. Senare var han under en period från 1989 gift med Gunilla Holmer Bratt (född 1943). Han har tre söner i äktenskapet med Ulrika Brunius.